# Royal Academy of Arts
La Royal Academy è un'istituzione artistica che si trova presso Burlington House a Piccadilly, nella città di Londra.
Venne fondata il 10 dicembre 1768 da Giorgio III del Regno Unito per promuovere le arti del disegno attraverso l'istruzione e le esposizioni. I 34 padri fondatori sono: Joshua Reynolds, John Baker, George Barret, Francesco Bartolozzi, Giovanni Battista Cipriani, Agostino Carlini, Charles Catton, Mason Chamberlin, William Chambers, Francis Cotes, George e Nathaniel Dance, Thomas Gainsborough, John Gwynn, Francis Hayman, Nathaniel Hone the Elder, Angelica Kauffman, Jeremiah Meyer, George Michael Moser e sua figlia Mary, Francis Milner Newton, Edward Penny, John Inigo Richards, Thomas e Paul Sandby, Dominic Serres, Peter Toms, William Tyler, Samuel Wale, Benjamin West, Richard Wilson, Joseph Wilton, Richard Yeo, Francesco Zuccarelli.
Celebri sono le sue esposizioni d'arte fin dalla sua fondazione, una tradizione che continua tuttora. La Royal Academy possiede una collezione permanente, composta da opere di ex-allievi e da lasciti vari. Tra questi ultimi spicca la presenza del Tondo Taddei di Michelangelo, esposto gratuitamente negli orari di apertura dell'istituzione.